# Spanish Fort, Alabama
Spanish Fort là một thành phố thuộc quận Baldwin, tiểu bang Alabama, Hoa Kỳ. Dân số năm 2009 là 7539 người, mật độ đạt 101 người/km².